# Надин (Бенковаць)
Надин (хорв. Nadin) — населений пункт у Хорватії, у Задарській жупанії у складі міста Бенковаць.

## Населення
Населення за даними перепису 2011 року становило 406 осіб.
Динаміка чисельності населення поселення:

## Клімат
Середня річна температура становить 14,29 °C, середня максимальна – 28,88 °C, а середня мінімальна – 0,16 °C. Середня річна кількість опадів – 866 мм.
| Клімат поселення                              | Клімат поселення | Клімат поселення | Клімат поселення | Клімат поселення | Клімат поселення | Клімат поселення | Клімат поселення | Клімат поселення | Клімат поселення | Клімат поселення | Клімат поселення | Клімат поселення | Клімат поселення |
| Показник                                      | Січ.             | Лют.             | Бер.             | Квіт.            | Трав.            | Черв.            | Лип.             | Серп.            | Вер.             | Жовт.            | Лист.            | Груд.            |                  |
| Середній максимум, °C                         | 10,35            | 11,50            | 14,38            | 17,49            | 22,31            | 26,27            | 28,88            | 28,67            | 24,61            | 20,25            | 14,22            | 11,20            |                  |
| Середня температура, °C                       | 5,25             | 6,41             | 9,29             | 12,38            | 17,22            | 21,17            | 24,21            | 23,99            | 19,93            | 15,57            | 9,54             | 6,51             |                  |
| Середній мінімум, °C                          | 0,16             | 1,33             | 4,20             | 7,30             | 12,13            | 16,09            | 19,54            | 19,30            | 15,24            | 10,89            | 4,85             | 1,83             |                  |
| Норма опадів, мм                              | 73               | 64               | 67               | 73               | 65               | 56               | 33               | 50               | 93               | 101              | 102              | 89               |                  |
| Середньомісячна швидкість вітру, м/с          | 2.37             | 2.53             | 2.75             | 2.67             | 2.32             | 2.13             | 2.15             | 2.01             | 2.15             | 2.24             | 2.69             | 2.60             |                  |
| Середньомісячна сонячна радіація, кДж/м²·день | 5048             | 7753             | 11455            | 16252            | 20371            | 22614            | 24232            | 21119            | 15631            | 9914             | 5497             | 4324             |                  |
| --------------------------------------------- | ---------------- | ---------------- | ---------------- | ---------------- | ---------------- | ---------------- | ---------------- | ---------------- | ---------------- | ---------------- | ---------------- | ---------------- | ---------------- |
| Джерело:                                      |                  |                  |                  |                  |                  |                  |                  |                  |                  |                  |                  |                  |                  |